# Навкратис
Навкра́тис, также Навкрати́да, Навкра́тия (др.-греч. Ναύκρατις от ναυκρατέω — одерживать победу на море), — древнегреческая колония на западе дельты Нила, на его Канопском рукаве около современных поселений Ком-Гиейф, Эль-Нибейра и Эль-Никраш. 

## История
По сведениям Геродота, город был основан при фараоне XXVI династии Амасисе и первоначально был единственным портом в Египте для иностранцев. Как указывает Страбон, город основали раньше — выходцы из Милета при фараоне Псамметихе той же династии. По археологическим данным греческое поселение существовало на этом месте с середины VII века до н. э. и первыми поселенцами были коринфяне.
C VI по IV века до н. э. город считался соперником Гераклиона как один из важнейших портов Древнего Египта. Некоторое время Навкратис считался важнейшей гаванью Египта. Подобная ситуация продолжалось до расцвета Александрии.
Греки Навкратиса торговали с египтянами Нижнего Египта. Жители колонии покупали в основном зерно, а также папирус и льняную ткань. Продавали же они серебро, лесоматериалы, оливковое масло и вино.
С началом эллинизма Навкратис стал одним из трёх городов Египта, имевших права полиса с городским самоуправлением, однако он потерял своё торговое значение, уступив место Александрии. Из Навкратиса происходят лексикограф II века Юлий Поллукс (Полидевк) и писатель конца II — начала III века Афиней, которому принадлежит последнее упоминание о Навкратисе в книге «Пир мудрецов» (XIII. 596, XV. 676). В Навкратисе жила известная гетера Архидика.

### Археологические раскопки

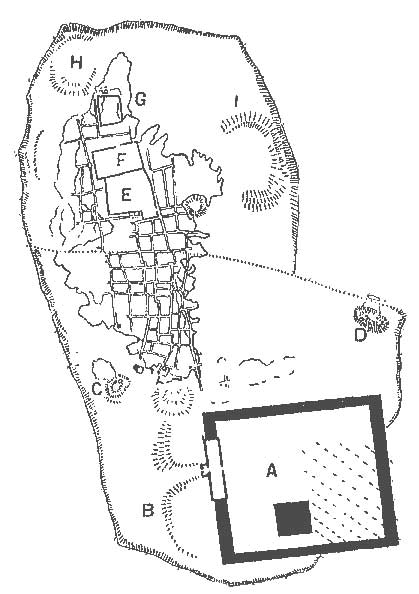
Набросок карты Навкратиса, нарисованный Петри

Город был обнаружен Флиндерсом Питри, руководившим раскопками на этом месте в 1884—1885. Между 1899 и 1903 годами раскопки продолжили Эрнест Артур Гарднер и Дэвид Джордж Хогарт.
В дальнейшем раскопки велись также в 1977—1983 годах. В результате были найдены остатки нескольких храмов и гончарных мастерских.